# Женская сборная России по регби
Женская сборная России по регби представляет Россию на международных соревнованиях по регби. Первая женская команда была собрана для участия в международном фестивале спорта[когда?]. Ни одна из вошедших в неё девушек до этого регби не занималась. Набор производился преимущественно из команд хоккея на траве и из легкой атлетики. Эта команда заняла в турнире третье место. Сразу же после этого начали создаваться команды, стал проводиться чемпионат России.
На международной арене выступают две сборные России — по регби-15 и по регби-7. В регби-15 с 2006 года сборная России выступает в сильнейшей группе А, после победы в группе Б в 2005 году: на чемпионате Европы 2006 года сборная России выиграла бронзовые медали. После преобразования чемпионата Европы по регби с 2014 по 2016 годы сборная России неизменно становилась бронзовым призёром чемпионата Европы.
Занимает 14-е место в мировом рейтинге (по состоянию на 31 декабря 2020 года).

## История

Прежний логотип сборных России по регби и регби-7